# مارلا إنجلش
مارلا إنجلش (بالإنجليزية: Marla English)‏ هي ممثلة أمريكية، ولدت في 4 يناير 1935 في الولايات المتحدة، وتوفيت بنفس المكان في 10 ديسمبر 2012 بسبب سرطان.

## أعمال

### أفلام
- (1954) النافذة الخلفية

## وصلات خارجية
- مارلا إنجلش على موقع IMDb (الإنجليزية)
- مارلا إنجلش على موقع أول موفي (الإنجليزية)
- مارلا إنجلش على موقع قاعدة بيانات الأفلام السويدية (السويدية)
- مارلا إنجلش على موقع قاعدة بيانات الفيلم (الإنجليزية)
- مارلا إنجلش على موقع كينوبويسك (الروسية)